# 로타리우스 2세

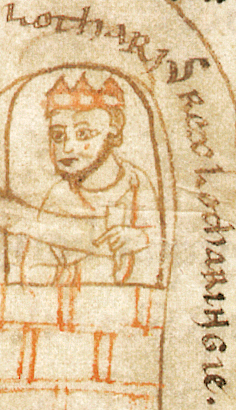
로타르 2세

로타리우스 2세(Lothair II, 830년/835년 - 869년 8월 8일)은 카롤링거 왕조 출신 로타링기아의 국왕으로 신성 로마 제국 황제 로타르 1세의 둘째 아들이다. 그를 이탈리아의 군주로 보는 경우 로타리오 2세를 로타리오 3세로 보기도 한다. 또한 서프랑크 왕국의 로테르는 로테르 3세로 부르기도 한다. 자신의 아들을 낳아준 첩 발트라다와 결혼하기 위해 결혼을 취소하려 함으로써 많은 논란을 일으켰고, 이를 거부한 교황 니콜라오 1세와 심하게 싸웠다.
855년 아버지 로타리우스 1세에 의해 프륌 조약을 체결하고 로타링기아와 알사스, 벨기에 일대를 물려받았다. 로타르 2세는 북해에서 알프스에 이르는 라인 강 서쪽지역을 물려받았는데, 이 지역은 '로타링기아 왕국'(Regnum Lotharingium)로 알려지게 되었다. 그는 아버지 로타르 1세에 의해 토이트베르가와 정략결혼을 하였으나 자녀가 없었다. 로타르 2세는 자신의 아들을 낳아 준 정부 발트다라와 정식 결혼하기 위해 아내 토이트베르가에게 간통 누명을 씌우려 했지만, 교회의 반대로 번번히 무산되었다. 아버지 로타르 1세가 은퇴할 때 미성년자에 간질환자였던 동생 샤를 2세에게 상속 포기를 강요하기도 했다. 후에 간질로 고생하던 프로방스의 샤를은 자신이 죽게 될 경우 영토를 로타르 2세에게 남긴다고 하였는데, 맏형 이탈리아인 루트비히 2세가 이에 반발하여 갈등이 벌어지기도 했다.
860년 일부 주교들의 허락을 얻어 토이트베르가와 이혼하고 862년 발라다와 결혼했지만 교황 니콜라오 1세에 의해 취소, 무효화되었다.
863년 1월 동생인 프로방스의 샤를이 후계자 없이 죽자 형 루트비히와 함께 샤를의 왕국을 분할, 루트비히 2세는 프로방스 지역을, 로타르 2세는 빈과 리옹 부근 지역을 차지했다. 아내 토이트베르가와 이혼하고 정부 발트라다와 결혼하는 것과 이를 위해 자신의 형 이탈리아인 루트비히 2세, 두 삼촌들, 샤를 대머리왕과 루트비히 독일왕의 영향력을 얻기 위한 노력으로 점철되었다. 결국 이 무리한 시도로 결국 그는 자신의 영지를 지키지 못하게 된다. 869년 교황청을 설득하려 로마를 다녀오던 중 피아첸차에서 말라리아 열병으로 사망했다.

## 생애

### 초기 활동
로타르 2세는 이탈리아의 왕 로타르 1세와 투르 백작 위그의 딸 투르의 이르멘가르트의 아들로 830년경 또는 835년경에 알사스에서 태어났다. 형제로는 루트비히 이탈리아인과 프로방스의 샤를, 서출 동생으로 일찍 요절한 카를로만과 베른하르트가 있었다. 외할아버지인 투르 백작 위그는 메로빙거 왕조의 후손으로 추정되는 인물이기도 하다.
851년 5월 20일에 어머니 투르의 이르멘가르트가 에르스틴에서 사망하였다. 소년 시절, 그는 아버지 로타르 1세의 명령으로 아를 백작이자 토리노 백작인 대 보소(Boso the Elder)의 딸 토이트베르가와 정략 결혼하였다. 그러나 로타르 2세에게는 알사스 백작 프룰라도(Fulrado)의 딸 발트라다라는 내연녀가 있었다.
이는 서프랑크의 대머리 카를과 독일의 루트비히 2세가 그의 영토를 탐내고 있었기 때문에, 로타르 2세에게는 혹시 전쟁이 벌어질 경우 남쪽을 지켜줄 동맹이 필요했다. 아버지 로타르 1세는 자신의 죽음을 대비해, 대머리 카를과 독일인 루트비히가 쳐들어올 것을 염려하여 로타르 2세에게 이탈리아가 아닌, 왕국 남부 지방의 강력한 귀족과의 결혼을 추진하게 되었다. 따라서 로타르 2세는 왕국 남쪽에 많은 땅과 대수도원들을 소유하고 있는 사람의 누이인 테오테베르가와 결혼하게 된 것이다. 그러나 그는 지방 귀족인 발트라다에게 커다란 애정을 품고 있었다.
로타르 2세는 왕자 시절에 알사스 출신 첩
엔겔베르그(Engelberge)에게 트룬가르트(Trungard)라는 딸을 얻었고 역시 알사스 출신 첩 발트라다는 그에게 딸 베르타, 기셀라, 이르멘가르트와 아들 위그를 안겨주었다.
발트라다는 이미 아들 위그를 안겨주었지만 로타르 2세와 토이트베르가에게서는 끝내 자녀가 없었고, 로타르 2세는 내심 토이트베르가와 이혼을 계획하였다. 토이트베르가의 친정 일가 역시 그에게 별다른 도움을 주지 못하는 것도 이혼 결심을 굳힌 계기가 되었다. 855년 아버지 로타르 1세가 군사를 이끌고 프리슬란트에 침공한 바이킹을 격퇴할 때, 함께 출정하였다.

### 왕위 계승

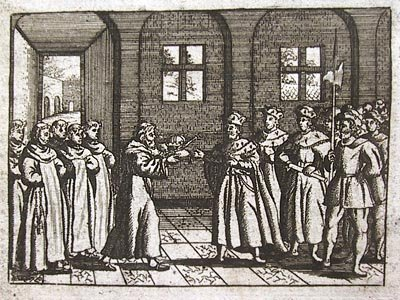
프륌에서 세 아들에게 영토를 분할해주는 로타르 1세
(구리 판화, 1698년작)

855년 프륌 조약 이후 분열된 영토
중앙 상단의 보라색 부분이 로타르 2세의 영토

855년 9월 병세가 심해진 아버지 로타르 1세가 프륌 수도원으로 은퇴하자, 그는 라인강 서안에서 북해에 이르는 베네룩스 지역을 상속받았는데, 이 지역은 로타르의 왕국(Regnum Lotharii) 로 불리는 지역으로 나중에 10세기 초반부터는 로타링기아로 불리는 지역이다. 그밖에 로타르는 아헨과 벨기에 지역도 그의 영토로 지정되었다. 로타르 2세의 형인 루트비히는 황제의 지위와 북 이탈리아를 물려받았고 동생 샤를은 부르고뉴와 프로방스를 물려받았다. 아날레스 연대기에 의하면 로타르 2세와 그의 형 이탈리아인 루트비히는 동생 샤를이 나이가 어린 점과 간질병을 앓는다는 점을 들어 동생에게 영토를 포기할 것을 종용했다. 그러나 샤를은 이를 거부했다 한다.
아버지 로타르 1세가 사망 소식이 전해지자 바로 서프랑크의 대머리 카를 2세가 군사를 이끌고 로타르 2세의 몫인 로타링기아를 차지하려 했다. 그러나 동프랑크의 독일인 루트비히 2세의 개입으로 대머리 카를의 로타링기아 접수 기도는 실패로 돌아간다. 로타르 1세가 죽자 카를 2세는 형의 영토였던 로트링겐 지역을 확보하기 위해 내전을 일으켰다. 그러나 독일의 왕이었던 루트비히 2세가 그를 막았다. 그러나 대머리 카를은 로트링겐을 포기하지 않고, 나중에 로타르 2세가 죽은 뒤에 다시 로트링겐을 넘보게 된다.
855년 11월 로트링겐의 왕으로 즉위하고, 856년 삼촌인 독일인 루트비히의 집전 하에 기름부음 의식(세례)을 받았다.
863년 동생 샤를이 간질 등의 지병으로 죽자 로타르 2세는 형 이탈리아인 루트비히와 함께 재빨리 동생 영토의 일부를 자신의 영토로 편입했지만, 바이킹 해적의 침략으로 제대로 관리하지는 못했다. 이때 로타르 2세는 프로방스-부르군트 왕국의 동북부 지방과 쥐라산맥의 남쪽 부분을 차지하였다.

### 이혼 시도와 실패

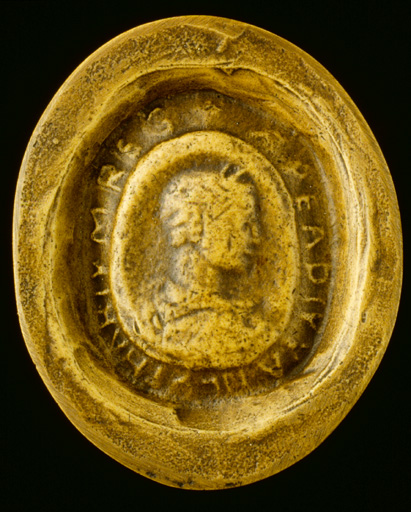
로타르 2세 시대의 로타링기아 왕국 데나리온 동전

로타르 2세의 생애는 아내와 이혼하고 정부와 결혼하는 것과 이를 위해 두 삼촌들, 즉, 샤를 대머리왕과 루트비히 독일왕의 영향력을 얻기 위한 노력으로 점철되었다. 일찍이 정부인 발트라가가 있었지만 그는 855년 그는 아버지 로타르 1세의 강요에 의해 발루아 백작을 지냈고, 성 마우리키우스 수도원의 평신도 수도원장이던 힉베르트의 여동생이자 알사스, 토리노, 발루아의 백작 노인 보소(Boso the Elder)의 딸인 토이트베르가와 결혼하였다.
그는 발트라다와 결혼하려 하였으나 아버지 로타르 1세는 그녀의 집안이 지체가 낮음을 이유로 들어 반대하였다. 토이트베르가가 아이를 낳지 못하자 로타르 2세는 857년부터 이 결혼을 청산하고 이미 자신의 아들을 낳아준 정부 발라다를 정식 아내이자 왕비로 맞이하려고 시도했다. 그러나 귀족들은 프로방스와 부르고뉴의 힘있는 집안인 보소 가문의 눈치를 보는 데다가, 잘못이 없는 이혼, 파혼은 신뢰 문제가 걸린 일이고, 교회법상 부도덕한 일이라서 왕을 도와주기를 주저했다.
로타르의 첩들 중 첫 아들을 안겨준 발트라다는 왕비처럼 행세하다가 일부 귀족, 성직자들의 눈밖에 났다. 로타르의 귀족, 사제들 설득은 난항에 봉착했다.
로타르 2세는 이혼에 유리한 판결을 얻어내고자 지역 가톨릭 주교들에게도 꾸준한 설득과 투자를 했다. 857년경 그는 토이트베르가와 이혼을 계획하였다. 동시에 토이트베르가의 친정 오빠 우베르토와도 갈등했다. 그는 결혼 자체를 취소하게 하려 하여 많은 논란을 일으켰으며, 그의 부도덕성을 지적하는 교황 니콜라오 1세와 심하게 싸웠다. 이 일로 그는 교계의 인망을 잃게 된다. 로마 교황청에서는 끝내 그의 이혼을 허락하지 않았고, 그는 계략을 꾸몄다.
로타르는 아내 토이트베르가를 자신의 친정 오빠인 생 모리스 다곤(Saint-Maurice d'Agaune) 성당의 우베르토와 근친상간했다고 비난하고 재판을 했는데, 그녀가 불에 달군 쇠로 받는 형문과 끓는 물에 손을 집어넣는 신판(神判)을 모두 이겨내자, 주교단은 모두 무죄를 선언했다.
로타르 2세는 이 판결을 무시한 채 아내를 감금해 결국 죄를 자백하겠다는 약속을 받아냈다. 그러나 토이트베르가의 자백을 들은 주교들은 로타르 2세의 재혼을 허용할 것인지를 놓고 의견이 갈렸다. 그러나 신학자 중 한 명인 힝크마르 대주교가 로타르의 재혼을 허용하지 말아야 하는 이유에 대해 학문적으로 탄탄한 보고서를 내놓자 재혼을 반대하는 쪽이 더욱 강경해졌다. 로타르 2세는 서프랑크의 대머리 카를과 동프랑크의 독일인 루트비히 2세에게 이혼하는 것을 도와달라고 청하였지만 모두 거절당했다. 결국 858년 로타르 2세는 토이트베르가를 다시 아내로 받아들이지 않을 수 없었다.
힝크마르 대주교는 로타르의 재혼을 허용하지 말아야 하는 이유에 대해 학문적으로 탄탄한 보고서를 내놓아 재혼을 반대하는 쪽이 더욱 강경해졌다. 그러나 힝크마르는 로타르의 삼촌인 서프랑크 대머리 카를의 지도신부였다. 힝크마르는 자신의 후원자인 대머리 카를 가문의 이익이 걸려 있을 때에는 대단히 탄력적인 결혼 원칙을 적용한다. 대머리 카를의 딸이 근친상간을 금지한 중세 가톨릭 교회의 명령에 반하여 의붓아들과 결혼했을 때 그는 반대하지 않았고, 대머리 카를이 아들에게 적법한 아내를 버리고 새 아내를 얻으라고 강요했을 때에도 그저 가볍게 항의했을 뿐이었다. 그러나 대머리 카를의 이혼 강요에 말더듬이 루이 2세는 아내를 버리지 않고 관계를 계속 유지한다.
하지만 힝크마르는 로타르의 이혼과 재혼에 대해서는 결혼을 결코 깰 수 없다는 강력한 주장을 펼쳐서 승리를 거뒀다.

### 2차 이혼 시도

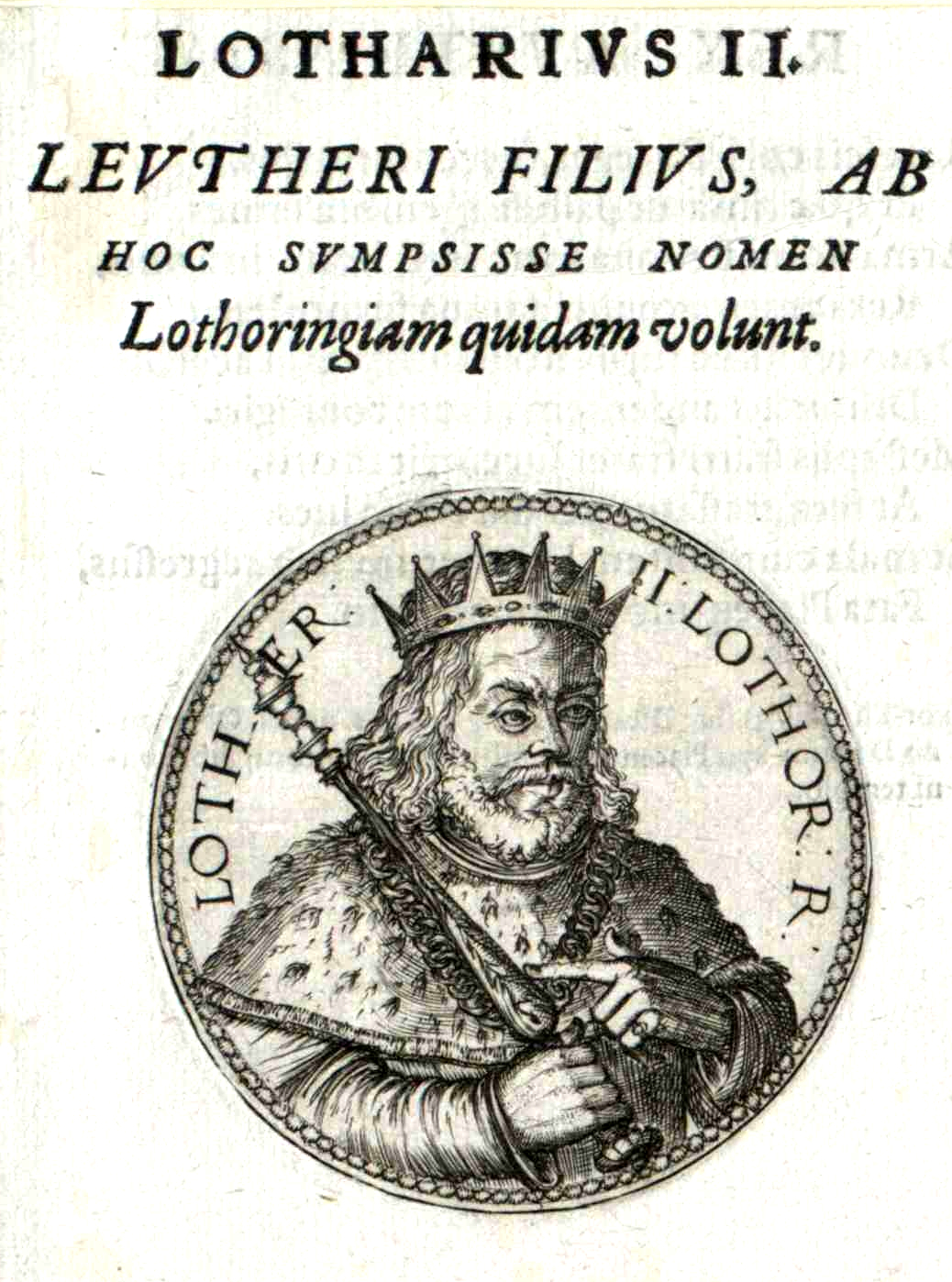
로타르 2세

858년 초 로타르 2세는 자신의 동생 프로방스의 샤를과 화해하였다. 한편 샤를은 자신이 후계자 없이 죽으면, 자신의 영지는 모두 로타르 2세에게 넘겨준다고 유언을 남겼다. 이 소식을 들은 이탈리아의 루트비히는 반발하였다. 858년 여름 로타르 2세는 대머리 카를의 군대와 연합하여 로타링기아 북방에 출몰한 바이킹을 격퇴하였다.
로타르는 자신의 동맹들에게 호의적인 콜로네(쾰른)과 트리에의 대주교들에게 도움을 호소하였다. 쾰른의 대주교는 로타르가 이혼한 뒤 자신의 조카가 그와 결혼하기를 바라고 있었다.
860년 2월 로타르 2세는 아헨의 공의회 또는 엑스 라 샤펠에서 아내 토이트베르가가 순결하지 못하다고 비판했다. 그리고 발라다와의 결혼하려고 토이트베르가와 별거하였다. 곧 아헨의 한 수도원에 감금되었던 토이트베르가는 같은 해에 탈출하여 친정 오빠 힉베르트가 있는 곳으로 갔다. 로타르 2세는 집요하게 토이트베르가와의 이혼을 성사시키기 위해 형 루트비히 황제의 지원을 얻었는데, 그는 형에게 영토의 일부를 양도하고 지역 성직자들의 지지를 받는 데 성공했다. 또한 삼촌 동프랑크의 독일인 루트비히 2세의 지원을 일부 얻어냈다. 로타르 2세는 쾰른 대주교 군타하르와 트리어 대주교 토이트가우트를 사주하여 아헨 2차례 종교회의를 열어 이 결혼을 취소시키고 862년 정부 발트라다와 결혼했다.
862년 로타르의 결혼 문제를 해결하기 위한 교회 회의가 엑스에서 열렸다. 로타르는 왕비가 엄청난 짓을 저질러 자신을 배신했다고 감정적으로 설명했으며, 재혼이 허락되지 않으면 성적인 만족을 얻기 위해 죄를 저지르지 않을 자신이 없다고 고백했다. 연대기에 따르면, 이 자리에 모인 고위 성직자들은 그의 고통에 눈물을 흘리며 로타르의 결혼을 무효화하고 재혼을 허락해주었다 한다. 이듬해 그는 메츠 종교회의에서 이 결정에 대한 교황 대리의 추인을 받았다.

### 생애 후반
그러나 토이트베르가는 로타르의 숙부 카를 2세의 궁정으로 피신했고, 카를은 랭스 대성당 내 수녀원에 토이트베르가의 거처를 마련하였다. 다시 대머리 카를 2세는 토이트베르가에게 아브네 수도원(abbey of avenay)에 거처를 마련해주었다. 교황 니콜라오 1세는 로타르 2세의 이혼 허릭 결정을 번복하고 대주교 군타하르와 대주교 토이트가우트를 해임하는 전례없는 조치를 취했고, 로타르 2세의 형인 황제 루트비히는 로마 시내를 공격했으나 별다른 성과를 내지 못했다. 862년 말 대머리 카를 2세의 반대에 부딛친 카를 2세의 딸이자 앵글로색슨족 왕의 과부 유디트와 플랑드르의 보두앵 1세가 로타링기아로 피신했고, 로타르 2세는 이들을 받아주었다.
그러나 토이트베르가의 친정 오빠들은 교황청에 이의를 제기하였고, 교황은 결혼 무효화와 이혼 결정을 반려하라고 로타링기아의 주교들에게 지시하였다. 로타르 2세와 발트라다의 결혼에 대해서는 성직자들 사이에서 계속 이의제기가 된 끝에 863년 메츠의 공의회에서 다시 로타르 2세의 결혼의 적법성이 논의되기도 했다.
865년 로타르 2세의 삼촌들인 대머리 카를과 독일인 루트비히는 파문의 위협을 하면서 로타르에게 토이트베르가를 다시 받아들이라고 강요했다. 필요하다면 그를 권좌에서 쫓아내서라도 교황의 결정을 실행하게 만들겠다고 협박하자 로타르는 토이트베르가를 다시 받아들였다. 그러나 토이트베르가가 여전히 아이를 낳지 못하자 로타르는 1년 뒤 그녀에게 윽박질러 이혼을 신청하게 만들었다. 그해 6월 15일에는 교황청에서 로타르 2세에게 경고를 하기 위한 특사가 로타링기아로 파견되었다. 그러나 로타르 2세는 거절했고 같은 해 파문당했다. 867년 교황 니콜라오의 뒤를 이어 좀 더 융통성 있는 교황 하드리아노 2세가 새로운 교황이 되자 로타르는 아내에게 직접 새 교황에게 이혼을 요청하도록 압력을 넣었고, 토이트베르가가 이혼을 요구하고 나섰다. 교황 하드리아노 2세는 발트라다에게 가해진 파문을 풀어주었다. 그러나 교황 하드리아노 2세는 토이트베르가가 로타르 2세와 이혼하는 것은 허용하지만, 자녀를 낳지 못하는 것은 충분한 이혼 사유가 될 수 없어서 로타르 2세도 재혼할 수 없다는 최종 판결을 내렸다.
869년 토이트베르가는 메츠의 성 글로신드 수녀원(Abbatiale Sainte-Glossinde)으로 은퇴, 수녀원장이 되었고 그곳에서 생을 마쳤다.
869년] 로타르 2세는 교황과의 접견을 통해 이혼에 대한 긍정적인 답변을 듣고 귀환하는 중에 열병에 걸려 고생하였다. 한편 그의 정부 발트라다는 그가 이혼 승낙을 받으러 이탈리아로 가던 중이던 869년 4월 9일 병으로 죽어 르미르몽 수도원에 안치되었다. 로타르 2세는 몬테 카시노 수도원에서 교황 하드리아노 2세를 면담했으며, 이혼 승낙을 받고 돌아오던 길에 말라리아 열병에 걸린 로타르는 그해 8월 8일 피아첸차에서 죽고 말았다. 남겨진 발트라다의 아들 위고는 즉각 샤를 대머리왕과 루트비히 독일왕에 의해 불법적인 사생아로 선포되었고, 그의 영토는 870년 메르센 조약으로 두 명의 삼촌 샤를 대머리왕과 루트비히 독일왕에게 분할되어 넘어가고 말았다.

### 사후

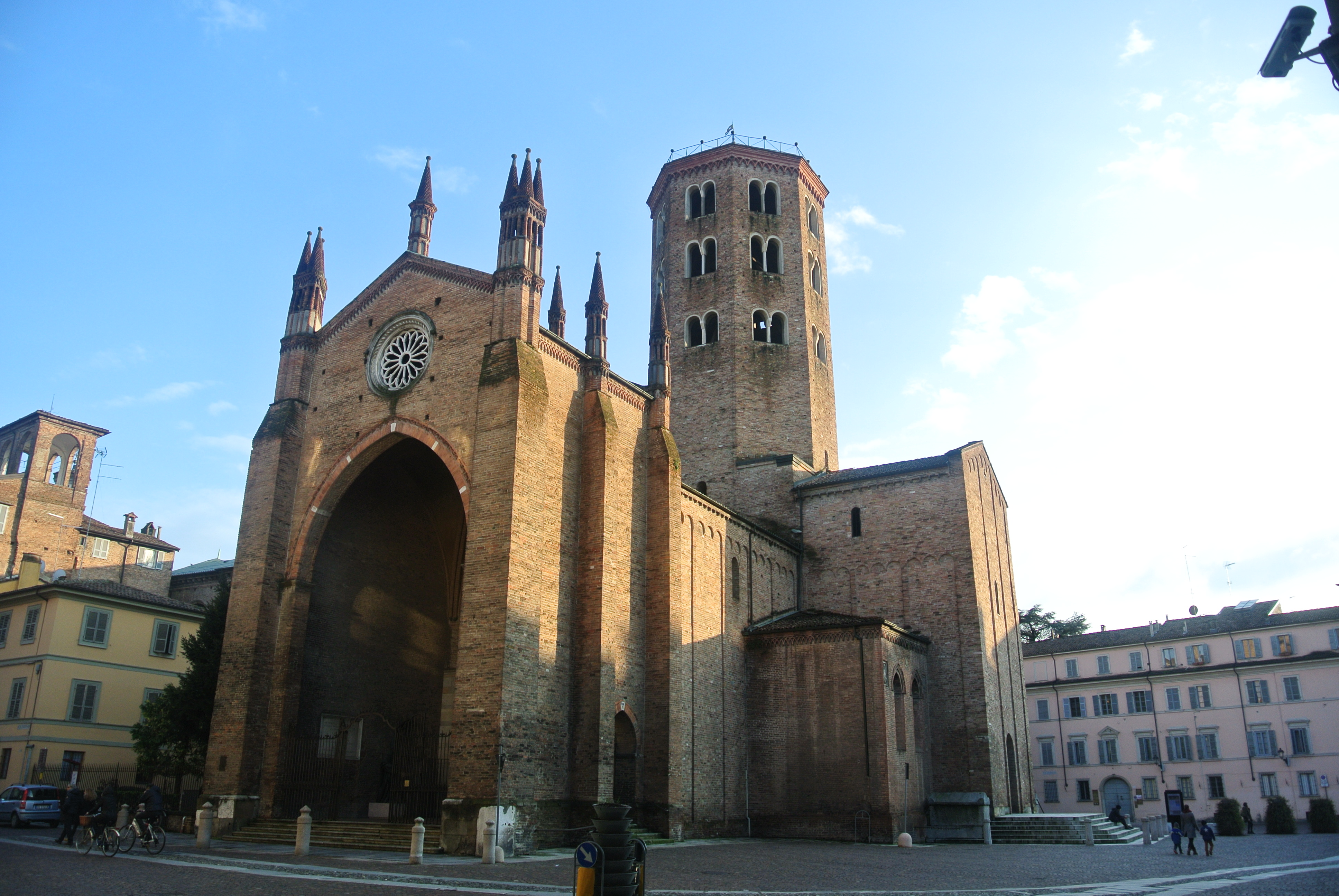
성 안토니오 바실리카

로타르 2세의 시신은 피아첸차 근처 성 안토니오 성당 바실리카(Basilica of Sant'Antonino)에 안치되었다. 그의 왕비 토이트베르가는 수녀가 되어 메츠의 생 글로신드 수녀원에 들어가 875년 11월 25일에 사망하였다. 그의 영토는 형인 이탈리아인 루트비히에게 돌아갔어야 했지만, 이탈리아인 루트비히가 바리의 에미리트(Emirate of Bari)가 이끄는 이슬람 군대와 교전하는 중이라서 로타르의 영토를 접수하지 못하고, 서프랑크의 대머리 카를 2세가 차지해버렸다. 이후 독일인 루트비히도 반발하여 교전한 뒤, 870년 메르센에서 그의 영지인 로트링겐은 동서로 분할되어 동프랑크와 서프랑크에 각각 편입되었다.
그의 죽음으로 발트라다는 보주주 르미르몽에 있는 르미르몽 수녀원(Remiremont Abbey)으로 은퇴했다가 곧 사망한다. 로타르의 아들 위그는 877년 8월 루트비히 2세가 죽은 뒤 그는 로타르 1세의 직계 후손임을 내세워 이탈리아의 왕위를 요구하였지만 실패하였다. 878년 초 교황 요한네스 7세는 위그의 파문을 선언했다. 위그는 879년 서프랑크의 루이 2세가 사망하자 서프랑크의 왕위를 차지하려 하였으나 루트비히 3세가 보낸 군사들이 루이 3세와 샤를로망을 보호하였으므로 실패했다.
883년 위그의 누이인 기셀라가 프리슬란트의 후작 고드프리와 결혼, 이를 이용하여 다시 아버지의 영지를 탈환하려 하였으나 실패했다. 885년 뚱보왕 카를과의 전투 중 885년 6월 바벤부르크에서 프랑켄의 하인리히에게 체포, 프리슬란트 후작 고드프리는 바로 살해되고 그는 장님, 벙어리가 된 뒤 세인트 갈 수도원에 감금되었다가 다시 포에른 수도원으로 옮겨진 뒤 죽었다. 이로써 그의 직계 남계는 단절되고 만다.
딸 베르타는 아를의 보소에게 시집갔는데 그들의 아들이 후일 이탈리아의 왕인 위그이다. 위그의 아들이 이탈리아의 로타리오로, 로타르 2세를 이탈리아의 군주로 간주하여 그의 외증손인 로타르는 로타로 3세로 부르기도 한다.

### 영향력
로타르 2세의 이혼 실패 사건은 다른 군주들에게도 영향을 주었다. 합법적인 아내가 후계자를 낳지 못했을 때 왕이 재혼하고 싶다 해도 교회의 협조를 얻지 못한다면 결국 파멸을 몰고 올 족쇄에 묶일 수 있음을 보여주었다. 귀족과 왕들은 필요하다면 계속 교회에 저항했지만, 이혼을 도저히 피할 수 없을 때에도 일단은 이혼 불가 원칙을 받아들이고 대신 좀 더 그럴 듯한 핑계를 제공해줄 수 있는 생활 방식을 선택해 교회와의 직접적인 대결을 피하는 경우가 점점 더 증가하였다. 로타르 2세의 패배는 세속의 군주가 교황보다 아래라는 메시지도 되었다. 그러나 군주들과 귀족들은 반발했지만 내색하지 않았고, 후대에 하인리히 4세와 교황 그레고리우스 7세 간의 정치적 대결로 표면화되었다.

## 가계
로타르 2세에게는 후궁이 여러 명 있었으나 그 중 그에게 아들을 안겨준 보름스가우 출신 발트라다를 특히 총애하였다. 로타르 2세는 게르만족이나 프랑크족의 전통과 달리 가톨릭 교회의 이혼 금지령이 성문법화된 시점에서 선대의 프랑크 족 군주들, 다른 게르만족 군주, 부족장들과 같이 이혼을 강행하려다가 실패하고 말았다.
- 조부 : 루트비히 1세 경건왕(776년 ~ 840년)
  - 숙부 : 페펭(797년 ~ 838년) : 아키텐의 왕 “피핀”이라고도 부른다.
  - 숙부 : 루트비히 2세(802?,805? – 875?, 876?) : 바이에른의 왕(817~875),동 프랑크 왕(843~875), 루트비히 독일왕이라도 부름
  - 고모 : 아델라이드
  - 숙부 : 대머리 카를, 카롤루스 2세(823 ~ 877) : 서프랑크 왕(840 ~ 877), 신성로마황제(875 ~ 877)
  - 고모 : 기셀라
- 부왕 : 로타르 1세(795년 ~ 855년): 중프랑크 왕(818 ~ 855), 신성로마황제(840 ~ 855)
- 모친 : 투르의 이르멘가르트(Ermengarde of Tours, ? ~ 851년)
  - 누이 : 이르멘가르트(Ermengarde)
  - 매형 : 바이에른의 카를만(Carloman of Bavaria)
  - 형 : 이탈리아의 루트비히 2세(825~875), 이탈리아의 왕(844~875), 신성로마황제(855~875)
  - 동생 : 프로방스의 샤를(?~863), 부르고뉴와 프로방스의 왕(856~863)
- 부인 : 부르고뉴의 토이트베르가, 튜트베르가(Teutberga, 825년 - 875년 11월 25일/11월11일), 정식 부인을 학대하다가 이혼함(필립샤프 교회사전집 4권,p260), 성 마우리키우스 수도원의 평신도 수도원장 힉베르트의 여동생
- 부인 : 보름스가우의 발라다(Walrada), 원래는 정부였는데 공식적인 왕비처럼 차려입고 행사해옴(필립샤프 교회사전집 4권,p260)
  - 아들 : 위그(Hugh, 855년 ~ 895년)
  - 딸 : 기셀라(Gisela, 860년/865년 - 908년 6월 21일/10월 26일)
  - 딸 : 베르타(Bertha, 863년 - 925년)
  - 사위 : 아를의 테오발트, 본처 토이트베르가의 오빠 힉베르트의 아들
    - 외손자 : 위그(Hugh), 이탈리아의 왕

  - 딸 : 이르멘가르트(Ermengarde, ? - 907년 8월 6일)
- 첩 : 이름 미상
  - 서자 : 로트링겐의 오도(Odo de Lotharingia, ? - 879년)
- 첩 : 마틸다(Matilde, ? - 890년)
  - 서녀 : 마틸다(Matilda de Lotharingia)
- 첩 : 보름스가우의 이르멘가르트(Ermentrude of Wormsgau)
- 첩 : 알사스의 엔겔베르그(Engelberge)
  - 서녀 : 트룬가르트(Trungard Of Lorraine, 850경 ~ 896)

- 장인 : 노인 보소(Boso the Elder, 알사스, 토리노, 발루아의 백작)
- 처남 : 힉베르트(Hucbert)

## 기타
알사스, 토리노, 발루아의 백작인 보소의 가문과는 이중으로 인척관계였다. 이혼한 본처 토이트베르가의 친정아버지였고, 발라다에게서 얻은 서녀 베르타는 다시 토이트베르가의 오빠인 힉베르트의 아들 아를의 테오발트에게 시집갔다. 이들의 아들은 후에 롬바르디아의 왕 위그이고, 손자는 로타리오 3세였다.
그는 서프랑크의 왕 무위왕 루이 5세에게도 조상이 된다. 서프랑크의 루이 5세는 로타르 2세의 배다른 삼촌 카를 2세에게는 남계 5대손이 되지만, 로타르 2세의 딸 베르타의 아들이 롬바르디아의 왕 위그이고 롬바르디아의 왕 위그의 손녀이자 로타리오 3세의 딸 엠므가 서프랑크의 로타르 4세에게 시집가 루이 5세를 얻게 된다. 서프랑크의 무위왕 루이 5세는 모계로 로타르 2세의 외5대손이 된다.
발트라다가 낳은 그의 세 딸 역시 로타르 2세의 죽음 이후, 카를 2세와 독일인 루트비히에 의해 사생아로 신분이 격하되었다.

## 같이 보기
| - 베르덩 조약 - 메르센 조약 - 리베몽 조약 - 로타링기아 - 토이트베르가 - 발트라다 - 로트링겐의 위그 - 이탈리아의 위그 - 로타리오 3세 - 이탈리아인 루트비히 | - 로타르 1세 - 경건왕 루트비히 - 독일인 루트비히 - 카를 2세 - 루트비히 2세 - 프로방스의 샤를 - 카를로만 3세 |

## 참고 자료
- Pierre Riché, Les Carolingiens, une famille qui fit l'Europe, Paris, Hachette, coll. « Pluriel », 1983 (réimpr. 1997), 490 p. (ISBN 2-01-278851-3)
- Christian Settipani, La Préhistoire des Capétiens (Nouvelle histoire généalogique de l'auguste maison de France, vol. 1), Villeneuve d'Ascq, éd. Patrick van Kerrebrouck, 1993, 545 p. (ISBN 978-2-95015-093-6), p. 270-4
- Hinkmar von Reims, "Opusculum de divortio Lotharii regis et Tetbergae reginae," in Cursus completus patrologiae, tome cxxv., edited by J. P. Migne (Paris, 1857.–79.)
- Jean-Charles Volkmann, Bien connaître les généalogies des rois de France, Éditions Gisserot, 1999, 127 p. (ISBN 978-2-87747-208-1)
- Michel Mourre, Le Petit Mourre. Dictionnaire d'Histoire universelle, Éditions Bordas, avril 2007 (ISBN 978-2-04-732194-2)
- Hinkmar von Reims, Opusculum de divortio Lotharii regis et Tetbergae reginae. In: Jacques Paul Migne (Hrsg.): Cursus completus patrologiae, Band 125, Paris 1852, Sp. 619-772 (Digitalisat).
- Max Sdralek: Hinkmars von Rheims kanonistisches Gutachten uber die Ehescheidung des Königs Lothar II. Freiburg 1881 (Digitalisat).
- Engelbert Mühlbacher: Die Regesten des Kaiserreichs unter den Karolingern. 751–918. Innsbruck 1881 (Nachdruck Olms, Hildesheim 1966).
- Engelbert Mühlbacher: Lothar II. (König von Lothringen). In: Allgemeine Deutsche Biographie (ADB). Band 19, Duncker & Humblot, Leipzig 1884, S. 241–251.
- Ernst Dümmler: Geschichte des ostfränkischen Reiches. 3 Bände, Leipzig 1887/88, (Nachdruck Olms, Hildesheim 1960)
- Theodor Schieffer: Lothar II. In: Neue Deutsche Biographie (NDB). Band 15, Duncker & Humblot, Berlin 1987, ISBN 3-428-00196-6, S. 216–220 (Digitalisat).
- Genevra Kornbluth: The Seal of Lothar II. Model and copy. In: Francia 17, 1990, S. 55–68 (Digitalisat).
- Hans-Werner Goetz: Lothar II. In: Lexikon des Mittelalters (LexMA). Band 5, Artemis & Winkler, München/Zürich 1991, ISBN 3-7608-8905-0, Sp. 1224 f.

| 전임 로타르 1세 | 로타링기아의 왕 855년 - 869년 | 후임 카를 2세와 루트비히 독일왕 |

| 전임 프로방스의 샤를 | 부르군드의 왕 864년 - 869년 | 후임 이탈리아인 루트비히 |

| 전임 카를 2세 | 알사스 공작 843년 - 867년 | 후임 위그 |